# Ältere Dryaszeit
| Serie/ (Glazial)                    | Klimastufen            | Zeitraum v. Chr.  |
| ----------------------------------- | ---------------------- | ----------------- |
| Holozän                             | Präboreal              | 9.610–8.690       |
| Pleistozän (Weichsel- -Spätglazial) | Jüngere Dryaszeit      | 10.730–9.700 ± 99 |
| Pleistozän (Weichsel- -Spätglazial) | Alleröd-Interstadial   | 11.400–10.730     |
| Pleistozän (Weichsel- -Spätglazial) | Ältere Dryaszeit       | 11.590–11.400     |
| Pleistozän (Weichsel- -Spätglazial) | Bölling-Interstadial   | 11.720–11.590     |
| Pleistozän (Weichsel- -Spätglazial) | Älteste Dryaszeit      | 11.850–11.720     |
| Pleistozän (Weichsel- -Spätglazial) | Meiendorf-Interstadial | 12.500–11.850     |
| (Weichsel- -Hochglazial)            | Mecklenburg-Phase      |                   |

Die Ältere Dryaszeit ist in der Erdgeschichte die Bezeichnung für einen kühlen Zeitabschnitt zwischen dem Bölling-Interstadial und dem Alleröd-Interstadial der späten Weichsel-Kaltzeit (Quartär). Die Ältere Dryaszeit begann vor 13.540 Warvenjahren v. h. und endete um 13.350 Warvenjahren v. h. (nach der Warvenchronologie im Meerfelder Maar). Der Zeitabschnitt war geprägt von einer erneuten, deutlichen Abkühlung mit einem Rückfall in eine Strauchtundra bzw. aufgelichteten Birkenwald.

## Namensgebung und Begriffsgeschichte
Der Name Ältere Dryaszeit, oft nur Ältere Dryas, auch Mittlere Tundrazeit oder Dryas 2, wurde von Johannes Iversen im Jahr 1942 geprägt. Dryas ist der botanische Gattungsname der Weißen Silberwurz (Dryas octopetala), die während dieser Zeit in ganz Deutschland und Skandinavien häufig war.

## Definition
Die Ältere Dryaszeit wurde von Johannes Iversen im Typusprofil Bølling Sø definiert. Allgemein ist dieses Intervall durch einen starken Rückgang der (Baum-)Birkenpollen und einen Anstieg von Nicht-Baumpollen charakterisiert.

## Stratigraphie
Die Ältere Dryaszeit, im Nordatlantikraum auch als Inter Allerød Cold Period I (IACP I) bekannt, bildet den kühlen Mittelteil des dreigliedrigen Grönland-Interstadials 1c (GI-1c) und entspricht daher dem Grönland-Interstadial 1c2 (GI-1c2). Sie folgt auf das bereits zum Bölling-Interstadial gehörende, relativ warme Grönland Interstadial 1c3 (GI-1c3). Das den Beginn des Alleröd-Interstadials bildende, warme Grönland-Interstadial 1c1 (GI-1c1) schließt sich ihr an.
In Nordamerika und im Nordatlantikbereich wird die 400 Jahre ältere Älteste Dryaszeit bzw. die Aegelsee-Schwankung – Grönland-Interstadial 1d (GI-1d) – als Ältere Dryas bezeichnet. Wegen stratigraphischer Verwechslungsgefahr ist daher bei der Benutzung des Begriffs Ältere Dryas Vorsicht angeraten.

## Datierung
Die Ältere Dryaszeit ist in Norddeutschland inzwischen weitverbreitet nachgewiesen. Sie wird nach der Warvenchronologie im Meerfelder Maar auf 13.540 Warvenjahre v. h. bis etwa 13.350 Warvenjahre v. h. datiert, d. h. umgerechnet ist dies 11.590 bis 11.400 v. Chr. Das Geozentrum Hannover datiert die Ältere Dryaszeit dagegen mit 13.480 bis 13.350 cal. v. h. Neuerdings wird von van Raden (2012) auch die etwas ältere Zeitspanne 11674 bis 11572 v. Chr. in Betracht gezogen.

## Umweltparameter

### Sauerstoffisotope
Während der Älteren Dryaszeit erlebten die δ18O-Werte einen Rückgang von 2,5 ‰ SMOW, sie fielen von −37,5 auf knapp −40 ‰ SMOW. Das Minimum kommt in etwa bei 11.600 v. Chr. zu liegen.

## Paläogeographie
Im Nordwesten Europas befand sich der Baltische Eisstausee, der vom Eisschildrand abgeschnitten wurde. Dänemark und Südschweden waren eisfrei und konnten folglich von Pionierpflanzen kolonisiert werden. Das nördliche Skandinavien war vollständig vereist, auch der größte Teil Finnlands war unter Eis begraben und die baltischen Länder wurden vom Eisstausee überschwemmt. Zwischen den britischen Inseln und dem europäischen Festland, die damals aufgrund des niedrigen Meeresspiegels noch miteinander verbunden waren, lag das Doggerland, eine sehr wildreiche, rollende Hügellandschaft; hunderte Tonnen an Knochenmaterial wurden hier vom Grund der Nordsee geborgen.

## Vegetation
In Abhängigkeit von der Permafrostgrenze und dem Breitengrad wurde das nördliche Europa von Steppen- oder Tundrenvegetation überzogen. Feuchtgebiete an Seen und Flüssen waren dicht mit Zwerg-Birke, Weide, Sanddorn und Wacholder bestanden. In Flussniederungen und höheren Lagen weiter südwärts wuchsen lichte Birkenwälder.
Als erste Bäume waren Birke und Kiefer während des Bölling-Interstadials nach Nordeuropa eingewandert. Bedingt durch die Abkühlung in der Älteren Dryas kam es zu einem erneuten Vorstoß der Eismassen. Konsequenterweise zogen sich die Wälder wieder nach Süden zurück und wurden durch offene Graslandschaften mit alpinen, kälteresistenten Pflanzen ersetzt. Eine vergleichbare, arktische Parktundra findet sich heutzutage in Sibirien in der Übergangszone zwischen Taiga und Tundra. In der Älteren Dryas erstreckte sie sich jedoch in einem nahezu ununterbrochenen Band von Sibirien bis Großbritannien.
An alpinen Indikatorpflanzen sind anzuführen:
- Dryas octopetala
- Oxyria digyna (Alpen-Säuerling)

Unter den Bäumen finden sich:
- Kiefern (Pinaceae), vorwiegend in Polen
- Betula pubescens (Moor-Birke) in Zentraleuropa
- Salix herbacea (Zwergweide)

An Graslandtaxa sind zu erwähnen:
- Artemisia
- Ephedra (Meerträubel)
- Hippophae (Sanddorne)

## Kulturgeschichte
Die Menschen (Homo sapiens sapiens des Cro-Magnon-Typus) befanden sich während der Älteren Dryas noch im ausgehenden Jungpaläolithikum. Sie waren in Gruppen organisiert und überlebten in den Ebenen Eurasiens durch die Jagd auf Rentiere (Nordeuropa) oder Wollhaarmammute (Ukraine). Auf ihren Jagdzügen setzten sie bereits Hunde (Canis familiaris) ein. Die Kultur des ausgehenden Jungpaläolithikums war nicht einheitlich, vielmehr hatten sich mehrere regionale Traditionen herausgebildet. So beispielsweise das Azilien (12.300 bis 9600 v. Chr.) in Frankreich, die Federmesser-Gruppen (12.000 bis 10.800 v. Chr.) im nordwestlichen Mitteleuropa, die Bromme-Kultur (11.400 bis 10.500 v. Chr.) im südlichen Skandinavien, das Creswellien (12.500 bis 8000 v. Chr.) in Südengland und Wales sowie das Swiderien (13.000 bis 9500 v. Chr.) in Polen und Ungarn.